# Fullerton (Nebraska)
Fullerton é uma cidade localizada no estado americano de Nebraska, no Condado de Nance.

## Demografia
Segundo o censo americano de 2000, a sua população era de 1378 habitantes.
Em 2006, foi estimada uma população de 1272, um decréscimo de 106 (-7.7%).

## Geografia
De acordo com o United States Census Bureau, a localidade tem uma área de 3,2 km², sem área coberta por água. Fullerton localiza-se a aproximadamente 502 m acima do nível do mar.

## Localidades na vizinhança
O diagrama seguinte representa as localidades num raio de 28 km ao redor de Fullerton.